# Agrias subpericles
Agrias subpericles är en fjärilsart som beskrevs av Le Moult 1926. Agrias subpericles ingår i släktet Agrias och familjen praktfjärilar. Inga underarter finns listade i Catalogue of Life.